# Prunus annularis
Prunus annularis — вид квіткових рослин з родини трояндових (Rosaceae). Ареал охоплює такі країни: Коста-Рика, Панама.

## Морфологічна характеристика
Це дерево заввишки від 5 до 12 метрів.